# Crotalaria exaltata
Crotalaria exaltata là một loài rau đậu thuộc họ Fabaceae.
Loài này chỉ có ở Ethiopia.